# Стоева, Лачезара
Лачезара Стоева (болг. Лъчезара Стоева; род. 1977, София, Народная Республика Болгария) — болгарский дипломат. Постоянный представитель Болгарии при Организации Объединённых Наций. Семьдесят восьмой председатель Экономического и Социального Совета ООН (2022—2023).

## Биография
Стоева изучала политологию в Софийском университете имени святого Климента Охридского, а также европейскую политику и управление в Лондонской школе экономики и политических наук, получив степень магистра в обоих учебных заведениях.
С 2002 года работала в министерстве иностранных дел Болгарии. В 2012—2013 годах возглавляла департамент международного сотрудничества в целях развития, а в 2013—2014 годах — департамент контроля над вооружениями и нераспространения.
С 2016 по 2019 год Стоева занимала должность заместителя постоянного представителя Болгарии при Организации Объединённых Наций (ранее была исполняющим обязанности заместителя), а затем возглавила департамент по экономическим, финансовым и административным вопросам Организации Объединённых Наций в министерстве иностранных дел Болгарии.
С 2021 года является Постоянным представителем Болгарии при Организации Объединённых Наций. В 2022 году избрана на один год на пост Председателя Экономического и Социального Совета ООН.
В мае 2024 года Лачезара Стоева проголосовала за резолюцию Генеральной Ассамблеи ООН, провозгласившую 11 июля Международным днём размышления и памяти о геноциде 1995 года в Сребренице. Президент Сербии Александр Вучич выразил удивление тем, что Болгария не воздержалась от голосования, хотя страна была в числе инициаторов резолюции, а позже стало известно, что премьер-министр Болгарии Димитар Главчев действительно направил Стоевой указание воздержаться от голосования.